# كريمفيلدز
كريمفيلدز (بالإنجليزية: Creamfields)‏ هي سلسلة من المهرجانات الخاصة بموسيقى الرقص الإلكترونية أسسها ونظمها النادي الليلي البريطاني "كريم"، مع النسخة الرائدة في المملكة المتحدة يبدأ تنظيم المهرجان في شهر أغسطس أثناء العطلة المصرفية، كما يوجد عدد من الإصدارات الدولية للمهرجان التي تعقد في مختلف المناطق في جميع أنحاء العالم.
تم تنظيم المهرجان لأول مرة في عام 1998 في وينشستر، وانتقل لاحقا إلى مدينة ليفربول مسقط رأس نادي كريم، قبل الانتقال إلى موقعه الحالي في حي دارسبري في شيشاير.